# Bibliothèque Universelle de Genève
Bibliotheque Universelle de Geneve (abreviado Biblioth. Universelle Geneve) fue una revista con ilustraciones y descripciones botánicas que fue editada en Suiza. Se publicaron 60 números en los años  1836-45. Fue precedida por Biblioth. Universelle Sci. Belles-Lettres Arts, Sci. Arts y reemplazada por Biblioth. Universelle Rev. Suisse.